# Apatura laura
Apatura laura är en fjärilsart som beskrevs av Jean Guillaume Audinet Serville 1820/30. Apatura laura ingår i släktet Apatura och familjen praktfjärilar. Inga underarter finns listade i Catalogue of Life.